# Greenmount Beach
Greenmount Beach är en strand i Australien. Den ligger i kommunen Gold Coast och delstaten Queensland, omkring 93 kilometer sydost om delstatshuvudstaden Brisbane.
Trakten runt Greenmount Beach består huvudsakligen av våtmarker. Runt Greenmount Beach är det tätbefolkat, med 286 invånare per kvadratkilometer. Genomsnittlig årsnederbörd är 1 876 millimeter. Den regnigaste månaden är januari, med i genomsnitt 327 mm nederbörd, och den torraste är oktober, med 40 mm nederbörd.